# DonPachi
DonPachi è uno sparatutto a scorrimento verticale, pubblicato dalla Atlus nel 1995 in sala giochi e successivamente convertito per Sega Saturn e PlayStation. Il titolo in giapponese significa "ape regina" (nel gioco vi sono infatti vari riferimenti alle api), ma è anche un'espressione onomatopeica che ricorda il suono di un'esplosione. È considerato come uno dei precursori del genere danmaku.

## Trama
Il protagonista combatte i propri commilitoni per rimanere l'ultimo guerriero.

## Modalità di gioco
Il giocatore vola con un aereo futuristico su una serie di paesaggi, combattendo contro vari tipi di nemici volanti e terrestri. L'aereo del giocatore ha due tipologie di sparo: premendo ripetutamente il pulsante del fuoco si sparano proiettili; tenendolo premuto l'aereo produce un raggio laser continuo, ma la sua velocità diminuisce drasticamente.
Se il giocatore riesce a completare il quinto e ultimo livello senza aver mai perso una vita durante il gioco, dovrà ricominciare il gioco con la difficoltà aumentata: i nemici non sono più potenti, ma se uccisi sparano proiettili aggiuntivi (chiamati dai giocatori esperti "effetto rimbalzo" o "proiettili suicidi"); se il giocatore riesce a riattraversare e completare il gioco, un'area segreta viene sbloccata, dove attende il vero boss finale, Hibachi, una gigantesca ape meccanica.

## Aerei
All'inizio o dopo aver continuato la partita il giocatore può scegliere fra tre aerei diversi, ognuno con uno stile di sparo unico.
- Un jet rosso, che spara un flusso continuo di proiettili dritto davanti a sé;
- Un elicottero verde, che può modificare la direzione del suo sparo secondario;
- Un jet blu, che spara un ampio ventaglio di proiettili in tre direzioni.

## Armi

### Cannoni
Ogni aereo ha due cannoncini laterali, che agiscono in modo differente a seconda dell'aereo scelto dal giocatore.
- Rosso: i cannoncini ruotano attorno all'aereo, unendosi allo sparo principale rinforzandolo.
- Verde: i cannoncini hanno un'elica che li sostiene in volo e sparano nella direzione in cui l'aereo curva.
- Blu: i cannoncini sono fissati al retro dell'aereo, sparando diagonalmente verso l'alto.

### Raggio Laser
Tenendo premuto il tasto dello sparo i due cannoncini si uniscono davanti al muso dell'aereo, producendo un potente raggio laser che garantisce la distruzione immediata dei nemici più deboli, ma rallenta drasticamente la velocità dell'aereo, permettendo di attraversare indenne le sequenze di proiettili nemici più complicate, soprattutto durante gli scontri coi massicci boss.

### Bombe
Il giocatore inizia ogni livello con tre bombe, che possono essere utilizzate premendo il tasto bomba; l'utilizzo provoca una grossa esplosione che distrugge o danneggia ogni nemico su schermo, cancellando anche ogni loro proiettile.
Se invece viene utilizzata una bomba mentre si spara il raggio laser questo viene decuplicato in potenza e larghezza, facendo grossi danni anche ai boss.
Alla fine di ogni livello ogni bomba non utilizzata viene valutata 10000 punti extra.

## Potenziamenti
Esistono tre icone di potenziamento, rilasciate da nemici specifici:
- P: Raccogliendo due di queste lo sparo e il laser vengono potenziati; raccogliendone uno solo, lo sparo diventa di un colore più scuro.

Una volta raggiunta la potenza massima, raccogliendo due icone si guadagnano 10000 punti extra.
- B: Aggiunge una bomba alla riserva del giocatore; se questa è già piena, si guadagnano 10000 punti extra per ogni bomba aggiuntiva.
- MP: Porta l'aereo alla sua potenza massima; appare solo se il giocatore perde tutte le vite e continua con un altro credito.

## Punteggio
Nonostante la sua innegabile natura di sparatutto, DonPachi si basa su un sistema di punteggio abbastanza complicato per il genere, basato su tre elementi:

### Combo
Distruggendo più di dieci nemici a poca distanza l'un dall'altro un contatore apparirà tenendo conto dei bersagli abbattuti ed aumentando il punteggio dei singoli nemici man mano che essi vengono distrutti; se il giocatore non riesce a proseguire la combo in meno di due secondi, questa viene resettata e il contatore torna a zero.

### Stelle Bonus e Api d'oro
Nascoste negli scenari vi sono alcuni oggetti che aumentano il punteggio. Per raccoglierli, basta toccarli con l'aereo una volta apparsi.
- Stelle: Per rivelarle bisogna sparare normalmente sul luogo dove si nascondono; ogni stella raccolta, a fine livello, regala 2000 punti extra.
- Api: Per rivelarle bisogna colpire il luogo dove si nascondono con la punta incandescente del raggio laser; ce ne sono 13 in ogni livello e, mano a mano che vengono raccolte, aumenta anche il loro valore, in questa sequenza: 100, 200, 400, 800, 1000, 2000, 4000, 8000, 10000, 20000, 40000, 80000 e 100000.

## Produzione
I membri dello staff Kenichi Takano e Tsuneki Ikeda in precedenza lavoravano per la Toaplan e hanno contribuito a sviluppare un altro sparatutto simile quale Truxton; non a caso l'elenco iniziale dei punteggi record se letto verticalmente si può leggere la scritta "TOAPLAN FOR EVER".

## Serie
- DonPachi (1995)
- DoDonPachi (1997)
- Bee Storm - DoDonPachi II (2001)
- DoDonPachi Dai-Ou-Jou (2002)
- DoDonPachi Dai Fukkatsu (2008)